# 妲己のお百
妲己のお百（だっきのおひゃく）とは、江戸時代の宝暦年間にいたとされる日本最大の悪女と評される女性である。妲己のお百は、歌舞伎・小説・講談・映画・落語の題材として何度も扱われている。
「妲妃のお百」や「姐妃のお百」などの表記もある。

## 秋田杉直物語
『秋田杉直物語』は馬場文耕の作品と言われ講談調に秋田騒動を描いた作品である。秋田騒動は宝暦7年（1757年）の事件であり、馬場文耕は 宝暦8年12月29日に処刑されているのでその間に書かれた本である。
『秋田杉直物語』には秋田騒動の首謀者とされる那河忠左衛門（那河采女）の妾である「お百」が登場する。これがお百の初出である。
那河忠左衛門の妾で実質は女房のお律は、元の名前をお百と言い、美貌の上に書や能も得意で、風流の嗜みがあってとりわけ香道の達人であった。京都九条通の貧しい家に生まれ、12歳の時に祇園の山村屋という色茶屋に売られ、14歳で白人勤めを始めた。その全盛ぶりは凄まじく、京都の童の唄にも歌われていた。ある晩の客は大坂の富豪、鴻池善右衛門だった。お百は星の運行を見て時刻を告げ正確だったことから、この利発さに感心した鴻池はお百を身請けする。お百は儒学・仏教・詩歌・連歌・俳諧など何を聞いても知っており、まるで鳥羽院の御宇の玉藻前のようであった。ところがお百は自分の美貌に酔って好色になり、上京してきた江戸の役者津打門三郎（津山友蔵）と密通する。鴻池は怒ったもののこれが人に知られては己の恥と二人を夫婦にしてやる。お百と門三郎は江戸に移住した。しかし、娼婦あがりのお百には子は生まれず、養子をもらったがまもなく門三郎は病死する。お百は門三郎の実兄の松本幸四郎（後の四代目市川團十郎）に心惹かれて自分から口説くが、幸四郎は貞実だったため義絶されてしまう。その後、お百は吉原の揚屋海老屋の妻になり、そこも不縁になると田町の色茶屋、尾張屋の後妻になる。ここで、那河に口説かれたお百はまた密通し、そのことが尾張屋に知れると、那河が引き取って妾にした。厳格な武士の行儀なぞ知るまいと人々は思ったが、お百は見事役目を果たし、佐竹家の奥方や、那河の勤務先である松平隠岐守の奥方に香を指南して気に入られた。さらにお百は奥方達や女中達を歌舞伎や遊楽を好むように仕向けた。那河が佐竹義明を女色にふけらせようと妾を勧めたときも、横から口添えし、お百の妹分ということで妾が抱えられた。那河の陰謀が失敗した後、お百は奉公人であると言い逃れ、養子と一緒に享保の打ちこわしの標的になった悪徳商人高間伝兵衛の甥高間磯右衛門に引き取られた。
お百が実在の人物である、あるいは何らかのモデルがいるという証拠はない。ただ『秋田杉直物語』は史実との矛盾点は多いものの、おおむね史実をなぞっている。
私娼から身を興し、豪商の妾、役者の妻、色茶屋の女将、武家の妻女と多くの男性遍歴を重ねてはいるが、"毒婦"としての色彩は薄い。その後、『秋田杉直物語』を脚色し、実録ものの読本として出版された『増補秋田蕗』では、お百は下述のような稀代の悪女として描かれた。

## 桃川如燕の「妲己のお百」
河竹黙阿弥の『善悪両面児手柏』(1889年)には「妲己のお百」が登場する。その、河竹黙阿弥は初代桃川如燕の「妲己之於百」の講談を聞いている。『厚化粧万年島田』 を描いた為永春水は九篇序(明治5年、1872年)で「講釈士桃川如燕は『秋田蕗』という本を見て毒婦阿百を見いだし、物語を作った。私はその外伝を作る」と書いている。『秋田蕗』は『秋田杉直物語』の悪役、那河忠左衛門のことを詳細に加筆した本である。
桃川如燕は「妲己のお百」を次のように表現している。
前記の通り、『秋田杉直物語』ではお百を玉藻前に例える記述が存在した。物語は怪談物として脚色されており、前半の概要は次の通りである。
秋田藩の船頭、桑名屋徳蔵が掟を破って大晦日に船出したところ、海坊主が現れる。佐竹氏から拝領した国俊の刀で切りつけると海坊主は姿を消す。翌元日、徳蔵の妻は真っ黒な按摩に鍼で殺される。大坂に戻ってこれを聞いた徳蔵は車禅坊と名前を変えて修行の旅に出かける。
年月が過ぎ、徳蔵の息子徳平衛は立派な回船問屋を営んでいる。享保8年の大晦日、海坊主の13回忌で回向の後で国俊の刀を抜くと煙のような気が立った。大坂の雑魚場の魚売りの新助の妹お百(13歳)は器量よしで従順である。お百は海坊主の気に乗っ取られ、肩から胸元にかけて赤い痣が生じ、性格もすっかり変わって荒々しくなる。お百を桑名屋に奉公に出すと、お百は徳平衛と密通し、妻のお高を追い出そうと図る。お百は徳平衛にお高が番頭と不義を働き、お高の腹の子も番頭の子だという。これをすっかり信じた徳兵衛はお高を折檻し、庇った奉公人の佐吉ともども裸で雪の中に追い出す。お高は新助宅に引き取られ子供を産むが、赤子が痣だらけなのを見て折檻のせいだと、お百を恨み死ぬ。
お百は贅沢三昧の生活をしていたが、3年後、桑名屋は火の気が無い土蔵から火が出て全焼する。お高の一念によるものである。持ち船も難破し、徳兵衛とお百は江戸に下った。持ち金がなくなり江戸で徳兵衛はお百と心中しようとするが、お百は高笑いをする。夫婦喧嘩しているところに割って入ったのが美濃屋重兵衛である。重兵衛は二人を自宅に連れ帰る。徳兵衛が金を返してもらうため、甲州まで行って来ると重兵衛の家は貸屋になっており、二人の行方は知れない。それより徳兵衛は紙屑買いになってお百を訪ね歩く。2年後深川八幡前で流行の芸者小三となったお百に徳兵衛は邂逅する。徳兵衛は一度はお百に斬りかかったものの言いくるめられてしまう。お百はその日の夜中駆け落ちしようと持ちかけ、刻限になると徳兵衛に石瓦を詰めた大荷物を持たせ、木場で海に突き落として殺してしまう。帰ろうとすると、徳兵衛は人魂となってお百の前に現れる。しかしお百は「お前はとんだ親切者。提灯がわりに照らしておくれか」と言う。
（後略）
この後お百は数々の悪行を行い、秋田騒動に関わり秋田20万石を横領しようと企むが、見破られ最後を迎える。
『増補秋田蕗』は3分の2程が、このような脚色されたお百の怪談話が描かれていて、元のお家騒動の話は簡略化されている。
夫を殺した"毒婦"の物語は多いが、妲己のお百は夫殺しの後も次々に殺人を繰り返し、最後には一国を乗っ取ろうとまでした。綿谷雪は『近世悪女奇聞』(1979年)で「女として、人間として、妲己のお百には他に比肩し得ないスケールの大きさと重厚さがある」と評している。

## 歌舞伎
桃川如燕の講談「妲己之於百」を聞いた河竹黙阿弥は、『善悪両面児手柏』（1889年）を書き、歌舞伎化されることになる。『善悪両面児手柏』は1867年(慶応3年)5月に市村座で初演された。4世市村家橘がお百を演じて評判となり、後に澤村源之助 (4代目)の得意芸となった。
1873年（明治6年）5月村山座の「御伽草子百物語」も、お百ものであった。

## 現代文学における妲己のお百
「妲己のお百」の物語は明治10年代に起きた毒婦ブームによって、さまざまな出版物を通じて国民的な知名度を得た。
夏目漱石の『坊つちやん』（1906年）では、坊っちゃんが宿の老婆にマドンナの素性を聞く場面で妲己のお百が出てくる。「渾名（あだな）の付いてる女にゃ昔から碌（ろく）なものは居ませんからね」という坊っちゃんに老婆は「ほん当にそうじゃなもし。鬼神のお松じゃの、妲妃のお百じゃのてて怖い女が居りましたなもし」と返答する。夏目漱石は「私は芝居というものに余り親しみがない」と書いているので、講談からヒントを得た可能性が高い。
江戸川乱歩の『屋根裏の散歩者』（1925年）では、主人公の郷田三郎は友人の紹介で素人探偵の明智小五郎と知り合い、「犯罪」に興味を持つようになる。郷田は浅草公園で、戯れに壁に白墨で矢印を描き込んだり、意味もなく尾行してみたり、暗号文をベンチに置いてみたり、また労働者や乞食、学生に変装してみたりしたが、ことさら女装が気に入って、女の姿できわどい悪戯をするなど、「犯罪の真似事」を楽しみ始めた。この女装によって郷田は「服装による一種の錯覚から、さも自分が妲妃のお百だとか蟒蛇お由だとかいう毒婦にでもなった気持で、色々な男達を自由自在に飜弄する有様を想像しては、喜んでいる」という場面で妲妃のお百が出てくる。
坂口安吾の『竹藪の家』（1931年）では主人公の樅原駄夫が居候する宿の主人野越与里が作品冒頭で妻の野越総江を「チェッ、悪女め、ぬかしやがつた。てめえこそ妲妃のお百だあ。出て行きやがれ！」と罵倒する場面で出てくる。
海音寺潮五郎はここまで悪女として悪く言われるお百に同情し、お百は単に不幸な女性であったに過ぎないという設定の『哀婉一代女』（1959年）という小説を書いている。海音寺潮五郎はお百がこれほどまで、悪女として扱われるのは、育ちが育ちなので、那珂(那河)忠左衛門の妾となっても厳格な武家女房にはなれまいと思われていたが、「昨日までの風俗に引き替え、武家の妻の行儀をたしなみ、まことに気高く、いみじきこと言うばかりなし」であるからとしている。

## 妲己のお百が登場する作品

### 映像
- 1914年、姐妃(あねご)のお百、尾上松之助、日活
- 1928年、妲己のお百、原駒子、東亞キネマ
- 1959年、南部騒動 姐妃のお百、小畠絹子、新東宝
- 1968年、妖艶毒婦伝 般若のお百、宮園純子、東映
- 1971年、徳川おんな絵巻　第19回「可愛い悪魔」第20回「呪われた恋」、野川由美子、関西テレビ
- 1987年、傑作時代劇第19話 怪談 実録姐妃のお百、梶芽衣子、テレビ朝日系列

### 書籍
- 国書刊行会 、『列侯深秘録 秋田杉直物語』 1914年
- 早稲田大学出版部編輯、『妲妃のお百: 国定忠治』、1917年
- 国書刊行会、『列侯深秘録 秋田杉直物語』 1924年
- 自由閣 、『絵本増補秋田蕗』 1886年
- 編輯人不詳、『今古実録 増補秋田蕗 巻の1』 1886年 、栄泉社
- 編輯人不詳、『今古実録 増補秋田蕗 巻の2』 1886年 、栄泉社
- 編輯人不詳、『今古実録 増補秋田蕗 巻の3』 1886年 、栄泉社
- 編輯人不詳、『今古実録 増補秋田蕗 巻の4』 1886年 、栄泉社
- 編輯人不詳、『今古実録 増補秋田蕗 巻の5』 1886年 、栄泉社
- 編輯人不詳、『今古実録 増補秋田蕗 巻の6』 1886年 、栄泉社
- 編輯人不詳、『今古実録 増補秋田蕗 巻の7』 1886年 、栄泉社
- 中川鉄次郎、『姐妃於百秋田奇聞』 1886年、栄文舎
- 河竹黙阿弥、『鶴千歳曾我門松・善悪両面児手柏・忠孝二刀柳生誉』 1889年
- 為永春水 (2世)、『厚化粧万年島田 自1編至5編』 1869年-1870年
- 為永春水 (2世)、『厚化粧万年島田 1編 上,下』 1874年
- 為永春水 (2世)、『厚化粧万年島田 2編 上,下』 1874年
- 為永春水 (2世)、『厚化粧万年島田 3編 上,下』 1874年
- 為永春水 (2世)、『厚化粧万年島田 4編 上,下』 1874年
- 為永春水 (2世)、『厚化粧万年島田 5編 上,下』 1874年
- 為永春水 (2世)、『厚化粧万年島田 6編 上,下』 1874年
- 為永春水 (2世)、『厚化粧万年島田 7編 上,下』 1874年
- 為永春水 (2世)、『厚化粧万年島田 8編 上,下』 1874年
- 為永春水 (2世)、『厚化粧万年島田 9編 上,下』 1874年
- 為永春水 (2世)、『厚化粧万年島田 10編 上,下』 1874年
- 高畠藍泉、『巷説児手拍』 明12.9
- 清水米洲 編、『脇田奇聞姐妃の高髷. 上の巻』 1884年
- 清水米洲 編、『脇田奇聞姐妃の高髷. 下の巻』 1884年
- 『増補佐竹騒動秋田蕗』、大坂東区常盤町二丁目江戸屋本店、1886年10月
- 風魔居士『妲妃於百・秋田奇聞』、栄文舎、1886年10月
- 『新編古今毒婦伝』、誾花堂、1887年12月 - 風魔居士の著作など6編を収録
- 赤松市太郎 編、『秋田奇聞姐妃於百』 1888年
- 赤松市太郎 編、『新編古今毒婦伝』1888年、（『秋田奇聞姐妃於百』を収録）
- 井上勝五郎 編、『秋田奇聞姐妃於百.上』、『秋田奇聞姐妃於百.下』、1887年
- 赤松市太郎 出版、『秋田奇聞姐妃於百』、1888年
- 野村銀次郎 編、『仇競古今毒婦伝』、1889年
- 野村銀次郎 編、『明治新編毒婦伝』、銀花堂、1890年
- 福羽美静 編、『宝暦一紀事』、1893年4月、木版17丁
- 桃川如燕、『姐妃のお百. 前』 1897年
- 桃川如燕、『姐妃のお百. 後』 1897年
- 神田伯治口演、『秋田騒動』、聚栄堂大川谷書店、1899年10月
- 桃川如燕、『姐妃のお百』 1901年
- 桃川如燕、『姐妃のお百 : 秋田騒動』 1897年
- 東光斎楳林、『姐妃のお百』 1901年
- 田村栄太郎、『妖婦列伝』雄山閣、1960年[7]
- 小泉喜美子、『悪婆妲己のお百』
- 平林たい子、『平林たい子毒婦小説集 (講談社文芸文庫)』 2006年